# 涼蔭叢站
凉荫丛站（英語：Shady Grove Station），是华盛顿地铁红线位于马里兰州蒙哥马利郡德伍（Derwood）的一座地铁站。该站是红线西北方向的终点站，直至2014年6月26日银线启用之前一直保持距离华盛顿城区最远地铁站的记录。
凉荫丛站启用于1984年12月15日，是当时红线格罗夫纳-斯特拉斯摩尔段（Grosvenor-Strathmore)的北延伸段的一部分。该站由华盛顿都会区交通运输管理局（WMATA）负责运营。站北的凉荫丛維修機廠是华盛顿地铁最大的存储仓库。

## 歷史
1984年12月15日，凉荫丛地铁站正式开放。当时，红线从格罗夫纳站往北的延伸段也正式完工。北延伸段总长11公里（7英里），包括洛克威尔、双溪、白燧石及凉荫丛四站。
1996年，凉荫丛站发生华盛顿地铁开通后第二严重的交通事故。一列列车进站时突然冲过站台撞向另一列正在等候信号的列车，事故导致前车的司机死亡。当时，《华盛顿邮报》报导事故列车应在两个月前接受刹车维修，因而劳损的刹车可能导致此次事故。事后调查显示，当年的暴风雪中，列车的自动控制系统发生故障。

## 簡介
涼蔭叢站实际位于德伍，但借用站北面的凉荫丛路命名。地铁站附近大部分地区都是低密度居民区或工业区，仅在南部的洛克威尔路附近有零星商业区。站西是马里兰355号州道（即弗里德里克路），该路在蒙哥马利郡西与铁轨并行。马里兰200A号州道连通车站和370号州际公路及马里兰200号州道。一条收费路向东延伸至95号州际公路。
蒙哥马利郡规划局为解决日益增长的人口数量和相应带来的交通堵塞和城区扩张问题，发布了凉荫丛区位发展计划。该计划旨在指导地铁站周边的混合功能区的开发。临近车站的地区将成为高密度商业区和居民区，人口密度则随着离开车站的距离而逐步降低。
计划书将车站区域划分为五片：站北、站南、站西、站东和杰里米公园（Jeremiah Park）。预计将在车站步行范围内一共建有6000个住宅单位。除此之外，计划还建议在以主街为基础，建立一个包含开放空间和停车系统的、可供步行的道路网。

## 車站結構
| P 月台層 | 內行                  | 只限下車 · 往銀泉或格蘭蒙特（羅克維爾） |
| P 月台層 | 島式月台，左/右側開門 |                                         |
| P 月台層 | 內行                  | 只限下車 · 往銀泉或格蘭蒙特（羅克維爾） |
| P 月台層 | 外行                  | 布朗斯威克線、首都特快 不停靠           |
| P 月台層 | 內行                  | 布朗斯威克線、首都特快 不停靠           |
| M        | 夾層                  | 單向閘機、售票機、車站詢問處            |
| G        | 街道層                | 出入口                                  |

## 外部連結
- WMATA: Shady Grove Station
- StationMasters Online: Shady Grove Station （页面存档备份，存于）
- The Schumin Web Transit Center: Shady Grove Station